# Додо (бейле)
Айсіньгіоро Додо (кит.: 愛新覺羅 多鐸, 2 квітня 1614 - 29 квітня 1649) - великий маньчжурський полководець, "принц Ю першого рангу" (кит.: 和碩豫通親王) ( 1636 - 1649).

## Життєпис
Представник маньчжурського ханського роду Айсін Ґьоро. П'ятнадцятий син Нурхаці (1559-1626), засновника маньчжурської династії Цін. Його матір'ю була Сяоле (леді Абахай) (1590-1626), що походила з маньчжурського клану Ула. Рідні брати - принци Доргонь і Аджиге.
В 1620  отримав від свого батька Нурхаці титул «бейле» і став командувачем одного з маньчжурських прапорів.
У 1628 брав участь у військових кампаніях свого старшого брата Абахая проти Чахарського ханства.
У 1629 брав участь у військовому поході Абахая на Мінський Китай.
В 1631 брав участь у новому поході Абахая на Китай.
У 1632 взяв участь в успішному поході Абахая проти Чахарського ханства.
В 1635 призначений командувачем маньчжурської армії у війні з імперією Мін.
В 1636 отримав від свого старшого брата Абахая титул князя Ю, брав участь у військовій кампанії Абахая проти Кореї, де здобув перемогу над корейським військом.
В 1638 посварився з Абахаєм і знижений на посаді.
У 1641 брав участь у битві з китайською армією під Сенґдзіне.
У 1644 брав участь у успішній військовій кампанії свого старшого брата Доргоня проти Китаю. Відзначився у боях проти повстанської армії під командуванням Лі Цзичена. На чолі 20-тисячної армії, що складається з маньчжурів та китайців, Додо розгромив головні сили повстанської армії та вигнав бунтівників із провінції Хенань.
В 1645 командував маньчжурськими військами при завоюванні Китаю. 
У 1646 придушив повстання монгольського племені суніт.
В 1647 призначений регентом і співправителем свого брата Доргоня.
У квітні 1649 35-річний Додо помер від віспи в Пекіні. Від десяти дружин він мав вісім синів.